# Ернст (Анхалт)
Ернст (на немски: Ernst von Anhalt, * 1454, † 12 юни 1516 в Десау) от род Аскани е княз на Анхалт-Десау (1474–1516)
Ернст е син на княз Георг I от Анхалт-Цербст (1390–1474) и четвъртата му съпруга Анна († 1513), дъщеря на граф Албрехт VIII фон Линдов-Рупин (1406 – 1460).
Той е по-голям брат на Зигисмунд III († 1487), Георг II (†1509) и Рудолф IV († 1510) и по-малък полубрат на Валдемар VI († 1508), княз на Анхалт-Кьотен.
Баща му Георг се отказва от управлението през 1470 г. в полза на четирите си синове и умира след четири години в Десау. 
През 1471 г. братята разделят страната. Княжеството Анхалт-Бернбург братята трябва да управляват заедно. Ернст получава княжество Анхалт-Десау заедно с брат му Зигисмунд III. Ернст надживява всичките си братя. Той построява от 1506 до 1512 г. църквата Мария в Десау. 
След смъртта му съпругата му Маргарета поема регентството за малолетните им синове.

## Фамилия
Ернст се жени на 20 януари 1494 г. в Котбус за принцеса Маргарета фон Мюнстерберг (1473–1530), дъщеря на херцог Хайнрих I от Мюнстерберг (1448–1498), син на Иржи от Подебради, крал на Бохемия. Двамата имат децата:
- Томас (* 1503, † млад)
- Йохан IV (1504–1551), княз на княжество Анхалт-Цербст
- Георг III (1507–1553), княз на княжество Анхалт-Пльотцкау
- Йоахим I (1509–1561), княз на княжество Анхалт-Десау